# 第653重裝甲獵兵營
第653重裝甲獵兵營（德語：Schwere Panzerjäger-Abteilung 653.）是第二次世界大戰期間納粹德國的一支反戰車部隊，裝備了象式驅逐戰車以及後來的獵虎驅逐戰車等重型武器。該單位參與過東線及西線戰事，並分別於1943年及1945年參與過義大利前線的戰事。

## 東方戰線與義大利
第653重裝甲獵兵營成立於1943年3月31日，前身為第197突擊砲營（德語：197th Sturmgeschütz Battalion）。第197突擊砲營本身則成立於1940年，稍後亦參與過入侵南斯拉夫及東方戰線的戰事。第653營原先僅裝備斐迪南驅逐戰車：一款以VK4501(P)底盤為基礎的驅逐戰車，配備了威力強大的88毫米反戰車砲。
第653重裝甲獵兵營隸屬於第41裝甲軍，並於1943年8月參與了庫斯克會戰，同時也參與了反制尼科波爾及下第聶伯河攻勢的戰鬥。在烏克蘭遭受大量損失後，第653營被撤往維也納進行整補。在那裡，第653營第一連接收了11輛新型的象式驅逐戰車，並於1944年2月被派往義大利參與安濟奧戰役。第二及第三連則於同年4月間接收了30輛戰鬥車輛，並隨後被指派隨第21裝甲軍前往東部戰線。
到了8月，第二及第三連總計已剩下12輛驅逐戰車；他們隨後被撤往克拉科夫，並被重新整編為第二連。該連自此不再隸屬第653營，而是成為第17軍團的一部分；在被重新命名為第614重裝甲獵兵連後，該單位被重新派遣至東部戰場上。第614連直到戰爭結束時都待在東部戰線上，並於1945年5月柏林戰役結束後有兩輛象式驅逐戰車倖存。

## 西線

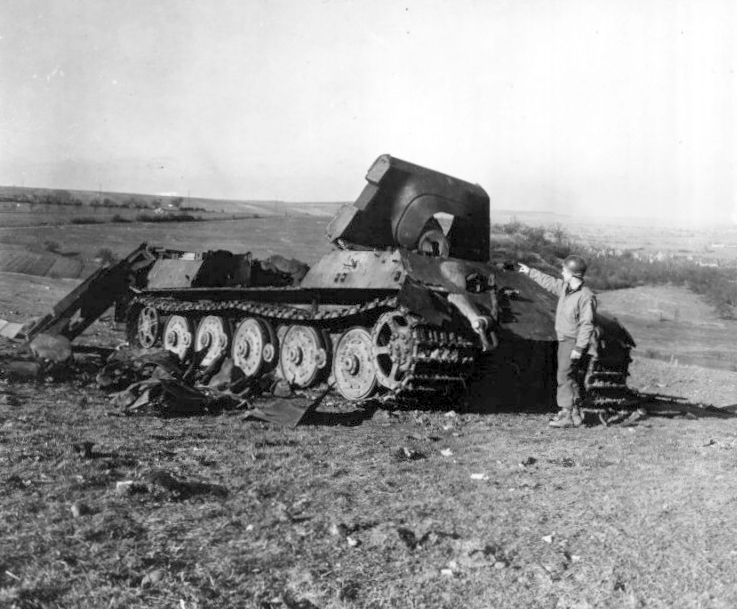
1945年1月，一輛隸屬於第653營第一連的獵虎驅逐戰車被擊毀於法國洛林

第三連則回到西部戰線上與第一連一同作戰；第一連稍早前由於戰損過於嚴重（僅存4輛象式驅逐戰車）而被撤往維也納。1944年9月，第一及第三連皆獲得了新型的獵虎驅逐戰車；該型驅逐戰車配有威力強大的128毫米反戰車炮，且僅被發配給兩個單位使用，分別為第653及第512重裝甲獵兵營。
在重新整補後，第653營又再次被拆散：第一連被重編至第15軍旗下，並前往北部參與守望萊茵河作戰；第三連則被編至武裝親衛隊第17「蓋茲·馮·貝爾力希傑」裝甲擲彈兵師旗下，並於次年1月參與北風行動。2月時，第一及第三連重新於蘭道會合，並獲得更多獵虎驅逐戰車，總數來到41輛。4月，第653營撤退至奧地利，並在那裡獲得更多驅逐戰車。第653營後來被分派給靠近林茲的東方邊境集團軍，直到戰爭結束。